# Дональд Дак и горилла
«Дональд Дак и горилла» (англ. Donald Duck and the Gorilla) — короткометражный мультфильм 1944 года студии Walt Disney Animation Studios.

## Сюжет
Идёт дождь. В доме дяди Дональда и племянников по радио передают сообщение о сбежавшей горилле кличка которой Лютый Аякс. Племянников охватывает страх, но не Дональда. Страх детей забавляет его и он решает попугать их. Но тройка в долгу не остаётся, и, как они потом узнают, их дяде тоже не чужды страхи. Они и Дональд вскоре осознают, что переодевание в гориллу и встреча с живой лицом к лицу, это разные вещи, хотя племянники теперь переодеваются в костюме гориллы, а храбрый Дональд Дак встречает настоящего Лютого Аякса. Хоть встреча с Аяксом стала не такой как ожидал Дональд, Лютый Аякс все таки получил по заслугам благодаря племянникам Дональда использовав слезоточивый газ против Лютого Аякса, но под замес расправы попал Дональд когда тот злорадствовал над побеждённой гориллой и не успел отблагодарить племянников за его спасение. Хотя (во время слезоточивого газа) уже видно, как Лютый Аякс обнимает Дональда Дака.